# 邱逸峰
邱逸峰（1979年11月12日—），台灣演員、導演，畢業於國立台北藝術大學戲劇學系，為李國修嫡傳弟子之一。

## 電影
| 上映年份 | 電影名稱                     | 飾演                    | 導演   |
| 2007年   | 漂浪青春                     | 未知                    | 周美玲 |
| 2008年   | 一八九五又名《一八九五乙未》 | 蔗園通譯                | 洪智育 |
| 2013年   | 《大尾鱸鰻》                 | 殺手                    | 邱瓈寬 |
| 2013年   | 夏日示愛                     | 小蔡                    | 陳家霖 |
| 2014年   | 極光之愛                     | 楊媽媽孫子 （2014德德） | 李思源 |
| 2015年   | 大囍臨門                     | 婚紗店同事              | 黃朝亮 |
| 2016年   | 大尾鱸鰻2                    | 瘋狗                    | 邱瓈寬 |
| 2017年   | 大釣哥                       | 賭客水蛙                | 黃朝亮 |
| 2022年   | 流麻溝十五號                 | 戴少校                  | 周美玲 |

## 電視劇
| 年 度  | 播出頻道         | 劇 名                            | 飾 演      |
| ------ | ---------------- | -------------------------------- | ---------- |
| 2007   | 公視             | 公視人生劇展－指印               | 青仔       |
| 2007   | 中視             | 豪門本色                         | 麻吉       |
| 2008   | 三立台灣台       | 我一定要成功                     | 吳國宏     |
| 2008   | 大愛電視台       | 矽谷阿嬤                         | 林光義     |
| 2008   | 鳳凰衛視         | Y‧E‧A‧H                          | 小何       |
| 2008   | 三立台灣台       | 真情滿天下                       | 亞必       |
| 2009   | 華視             | 我在1949，等你                   | 張興化     |
| 2009   | 大愛電視台       | 真心英雄之警察先生               | 張文貴     |
| 2009   | 北京電視台       | 大管家                           | 文學庭     |
| 2009   | 三立都會台       | 敗犬女王                         | 警察       |
| 2010   | 公視             | 死神少女                         | 張秘書     |
| 2010   | 三立都會台       | 偷心大聖PS男                     | 記者       |
| 2011   | 三立都會台       | 醉後決定愛上你                   | 阿村       |
| 2011   | 壹電視           | 真的漢子                         | 黃小強     |
| 2012   | 大愛電視台       | 人間渡系列－陽光總在風雨後       | 陳佑政     |
| 2012   | 台視             | 女人花                           | 喬治       |
| 2012   | 大愛電視台       | 人醫群俠傳系列－慈悲的滋味       | 羅醫師     |
| 2012   | 民視             | 廉政英雄(第十三單元：步步驚心)   | 孫華峰     |
| 2013   | 緯來電影台       | 便利人生                         | 店員       |
| 2015   | 公視             | 一把青                           | 保防官     |
| 2016   | 大愛電視台       | 阿燕                             | 李永河     |
| 2016   | 客家電視台       | 黑盒子                           | 阿智       |
| 2016   | 三立台灣台       | 紫色大稻埕                       | 永樂座經理 |
| 2016   | 華視             | 海海人生                         | 柯宇翔     |
| 2017   | 民視             | 外鄉女                           | 土豆       |
| 2017   | 大愛電視台       | 清風無痕                         | 巫時榮     |
| 2017   | 大愛電視台       | 若是來恆春                       | 殷福志     |
| 2018年 | 緯來電影台       | 花開大富貴                       | 王明富     |
| 2019年 | 華視             | 鬥陣來鬧熱                       | 保羅       |
| 2019年 | 台視、三立都會台 | 月村歡迎你                       | 經理       |
| 2019年 | 台視             | 楊麗花歌仔戲 忠孝節義·路遙知馬力 | 李強       |
| 2020年 | 緯來電影台       | 男盜女很賊                       | 曾世基     |
| 2022年 | 華視、三立都會台 | 門當互懟愛上你                   | 林總幹事   |
| 2023年 | 八大綜合台       | 奇蹟                             | 白溫言     |
| 2023年 | 緯來電影台       | 開心鬼                           | 黃國勇     |
| 2024年 | 三立都會台       | Q18量子預言                      | 夢夢繼父   |

## 電影短片
| 上映年份 | 電影名稱           | 飾演 | 導演   |
| 2023年   | 如果時間在此刻停下 |      | 林劭慈 |

## 舞台劇
屏風表演班
- 2002-08年 三人行不行I
- 2003年 我妹妹（真情版）
- 2005年 好色奇男子
- 2005年 昨夜星辰
- 2006年 莎姆雷特（狂潮版）
- 2006年 女兒紅（撼動版）
- 2007年 半里長城（輝煌版）
- 2007年 京戲啟示錄（典藏版）
- 2008年 莎姆雷特（北京國家大劇院開幕演出）
- 2012年 女兒紅（深情版）
- 2012-13年 三人行不行I
- 2014年 莎姆雷特（吉慶版）

亮棠文創
- 2017-24年 李國修紀念作品《三人行不行I》

表演工作坊
- 2018-19年 台北男女
- 2020年 李國修紀念作品《昨夜星辰》

故事工廠
- 2014年~2016年 白日夢騎士
- 2018年~2021年 一夜新娘

明華園
- 2023-24年 散戲

綠光劇團
- 2007年 人鼠之間

## 舞台劇導演作品
- 2003年 台北藝術大學 《救國株式會社》 導演
- 2006年 屏風表演班 《莎姆雷特》 助理導演
- 2019年 北京仙童國際戲劇文化有限公司 《三人行不行》 副導演
- 2020年 表演工作坊《昨夜星辰》 副導演
- 2020-2025年 亮棠文創《莎姆雷特》 副導演
- 2024年 亮棠文創 《三人行不行》 導演

## 綜藝
- 華視天王豬哥秀（現代嘉慶君固定演員 飾演 顧人遠)（華視）
- 萬秀豬王（中視）
- 豬哥會社（民視）
- KUSO KUSO酷酷獸（八大）

## 歌舞秀
- 2011年 萬秀之王2 豬哥亮豪華歌舞秀

## 外部連結
- 邱逸峰的Facebook專頁
- 邱逸峰的Instagram帳戶
- 邱逸峰的新浪微博